# Talara bicolor
Talara bicolor là một loài bướm đêm thuộc phân họ Arctiinae, họ Erebidae.